# Vodušek
Vodušek [vodǘšek] je priimek več znanih Slovencev in Slovenk:
- Ana Lina Vodušek, zdravnica onkologinja
- Andrej Vodušek (1850–1911), duhovnik, narodnoobrambni delavec
- Aneška Vodušek (r. Skopal) (1911–1991), montanistka
- Božo Vodušek (1905–1978), odvetnik, pesnik, prevajalec, esejist, jezikoslovec, literarni zgodovinar
- David B. Vodušek (*1951), zdravnik nevrolog, prof. MF
- Jer(c)a Vodušek Starič (*1950), zgodovinarka
- Matej Vodušek (1839–1931), klasični filolog, astronom, meteorolog
- Matija Vodušek (1802–1872), rimskokatoliški duhovnik, šolnik, narodni buditelj, nabožni pisec
- Mina Manojlović Vodušek, srbsko-slovenska igralka
- Nada Vodušek (*1958), oblikovalka, radijska napovedovalka, voditeljica, avtorica televizijskih oddaj
- Nataša Vodušek (1967–2021), novinarka, diplomatka, bivša veleposlanica v BiH
- Nina Vodušek (umetniško ime Nina Donelli) (*1997), slovenska pevka, ki poje v hrvaščini
- Raša Vodušek (1908–1988), montanist
- Valens Vodušek (1912–1989), pravnik, etnomuzikolog, zborovodja
- Vid V. Vodušek, psiholog
- Vital Vodušek (1906–1973), rimskokatoliški duhovnik, pesnik, liturgični pisec
- Vladimir Vodušek (*1963), novinar, medijski podjetnik
- Žiga Vodušek (1913–2014), pravnik, diplomat